# (1221) Amor
Pour les articles homonymes, voir Amor.
(1221) Amor est un astéroïde Amor qui a été découvert par Eugène Joseph Delporte le 12 mars 1932. Il est l'éponyme des astéroïdes Amor.